# Марукович, Евгений Игнатьевич
Евгений Игнатьевич Марукович (род. 22 августа 1946) — учёный в области технологии металлов, академик Национальной академии наук Беларуси (2009). Заслуженный изобретатель Республики Беларусь (1992).

## Биография
Родился 22.08.1946 в д. Смольяны Оршанского района Витебской области.
Окончил Белорусский политехнический институт (1969).
- 1969—1971 технолог, мастер Минского завода отопительного оборудования, инженер по технике безопасности, инженер-строитель, старший инженер государственного технического надзора управления сельского хозяйства Узденского района Минской области, прораб линейно-строительного монтажного участка Узденского районного объединения «Сельхозтехника».
- 1971—1996 старший инженер, старший научный сотрудник, заведующий лабораторией Могилевского отделения Физико-технического института АН БССР.
- с 1996 г. заместитель директора по научной работе, с 1998 г. директор Института технологии металлов Национальной академии наук Беларуси.

Доктор технических наук (1992), профессор (1994). С 2000 г. член-корреспондент, с 2009 г. академик Национальной академии наук Беларуси. В 2002—2004 гг. член Президиума НАНБ.
Специалист в области материаловедения, машиностроения, металлургии, процессов литья. Разработал теорию кристаллизации и затвердевания отливок при непрерывном литье и получении износостойких отливок.

## Научные труды
Опубликовал более 300 научных трудов, в том числе 7 монографий. Автор (соавтор) 290 изобретений.
Книги:
- Износостойкие отливки. Мн.: Наука и техника, 1984 (совм. с М. И. Карпенко).
- Износостойкие сплавы. М.: Машиностроение, 2005 (совм. с М. И. Карпенко).
- Визуально-оптическая дефектоскопия и размерный контроль в литейном производстве. Мн.: Белорусская наука, 2007 (в соавт.).

## Награды
- Государственная премия БССР (1990 год) — за исследование, разработку и внедрение эффективных ресурсо- и материалосберегающих экологически безвредных технологических процессов получения высококачественных отливок в условиях централизованного производства;
- Государственная премия Республики Беларусь (2010) — за работу «Создание и промышленная реализация принципиально нового метода непрерывно-циклического литья намораживанием высокоизносостойких деталей техники»;
- орден Почёта (Белоруссия, 2008);
- Медаль Франциска Скорины (1999).